# Либрукс, Бруно
Бруно Либрукс (нем. Bruno Liebrucks; 12 октября 1911, Будупёнен (Восточная Пруссия) — 15 января 1986, Франкфурт-на-Майне) — немецкий философ

.

## Биография
Либрукс был сыном учителя начальной школы. Он обучался в гимназии в Тильзите (королевской провинциальной школе Тильзита) и Инстербурге. Затем он учился истории, богословию и философии в Кенигсбергском университете. Во время учёбы он провел один семестр в Мюнхене, где слушал лекции о Томасе Манне и Иммануиле Канте. После этого совершил поездку по Италии.
В июле 1933 году Либрукс получил ученую степень кандидата наук, защитившись по вопросу соотношения объекта и субъекта в кантовской философии. С мая 1933 по 1936 год Либрукс был помощником Ханса Хейса в Кёнигсбергском университете, там же работал ассистентом в организованном научном лагере. В мае 1937 года стал членом НСДАП, хотя до этого между национал-социалистами и философом были противоречия, он даже был лишён в 1936 году стипендии. В 1937 году он последовал в Гёттинген за своим наставником. В 1938 году Либрукс переехал в Берлин, где зарабатывал себе на жизнь уроками латыни. О причинах такого резкого поворота в своей жизни нет никакой информации. Здесь он написал работу по исследованию различия в античном и современном понимании реальности сознания под названием «Проблема души от Платона до Августина Блаженного». Однако затем в угоду национал-социалистам название темы было изменено — в заголовке должно было быть отражено расовое различие, способствующее укреплению государства. Эти идеи получили поддержку в научном сообществе, так, например, историк Уильям Вебер признавал, что «молодой философ интересуется антропологически-расовым обоснованием его мыслей». Тем не менее, несмотря на ходатайства учёных, в стипендии Либруксу было отказано. С началом войны 1939 года он был призван на военную службу, таким образом работа над интерпретацией Платона остановилась. К тому же, во время войны Либрукс полностью потерял все свои научные документы, в том числе и обширные переводы диалогов Платона. В 1943 году, получив три месяца на защиту докторского звания, он существенно укоротил первоначальную формулировку своей работы и назвал её «О проблеме философии элеатов у Платона». Первым руководителем диссертации стал Николай Гартман, к которому Либрукс быстро нашел хороший подход. После серьёзного ранения в мае 1944 года Бруно завершил военную службу. С 1945 по 1950 годы Либрукс преподавал в Гёттингене, с 1950 года — профессор Кёльнского университета. В 1959 году получил место профессора философии в Университете Гёте во Франкфурте-на-Майне, где и работал до своего ухода на пенсию. Там же возглавлял философский семинар. Среди его учеников — известный в Бонне философ Йозеф Симон и специалист по эстетике Бриджит Шеер.
Его сын Эдгар Либрукс — довольно известный во Франкфурте-на-Майне адвокат.

## Философия
Занимался вопросами диалектической логики. В своей послевоенной философии выдвинул важный методологический метод, построенный в значительной степени на идеях Гегеля. Сфера его исследований и интересов колеблется от мифа до современной аналитической философии. В своем многотомном труде «Язык и сознание» он исследовал проблему соотношения языка и диалектической логики в историческом аспекте. В первом томе внимание уделено философам Гердеру, Гаману, Кассиреру и т. д. В последующих книгах подробно рассматриваются и обсуждаются кантовские «Критика практического разума» и «Критика способности суждения», а также философия Гегеля. Язык является средством связи человека с миром, без посредника — языка невозможно столкновение человека с реальностью. Язык является, по мнению Либрукса, диалектическим феноменом, который влияет на характер человека и даже целой нации. Опосредованный доступ к реальности через язык означает, что человеческое знание определяется языком.

## Работы
- Probleme der Subjekt-Objektrelation, (Phil. Diss.). — Königsberg, 1933.
- Platons Entwicklung zur Dialektik. Untersuchungen zum Problem des Eleatismus. — Frankfurt a. M.: Klostermann, 1949 (Habil.-Schr., Berlin 1943).
- Sprache und Bewußtsein, Bde. 1 bis 5, 6,1-6,3 u. 7, Akad. Verl.-Ges., Frankfurt (Bände 1-5) und Lang, Bände 6 und 7, 1964 bis 1979.
- Erkenntnis und Dialektik. — Den Haag: Nijhoff, 1972. (Aufsatzsammlung)
- Bruno Liebrucks. // Ludwig Pongratz (Hrsg.) Philosophie in Selbstdarstellungen (3 Bde.). — Bd. 2. — Hamburg: Meiner, 1975-77.
- Irrationaler Logos und rationaler Mythos. — Würzburg: Königshausen und Neumann, 1982. (Aufsatzsammlung)